# Kizzmekia Corbett
Kizzmekia "Kizzy" Shanta Corbett (Hurdle Mills (Carolina del Norte), 26 de enero de 1986) es una inmunóloga viral estadounidense del Centro de Investigación de Vacunas (VRC) en el Instituto Nacional de Alergias y Enfermedades Infecciosas, Institutos Nacionales de Salud (NIAID NIH) con sede en Bethesda, Maryland. Se vinculó al Centro de Investigación de Vacunas en el 2014, y actualmente es la líder científica del Equipo de Coronavirus del VRC, donde su trabajo se centra en nuevas vacunas contra coronavirus, incluyendo la vacuna contra el COVID-19. En diciembre de 2020 el director del Instituto, Anthony Fauci, dijo: "Kizzy es una científica afroamericana que está a la vanguardia del desarrollo de la vacuna [contra el COVID-19]". En febrero de 2021, Corbett fue seleccionada como una de las personas Time 100 Next List bajo la categoría de Innovadores, con un perfil escrito por Fauci.

## Biografía y educación
Corbett nació en Hurdle Mills (Carolina del Norte), hija de Rhonda Brooks. Creció en Hillsborough, Carolina del Norte, donde tuvo una familia numerosa de hermanastros y hermanos adoptivos.
Corbett fue a la escuela primaria Oak Lane y a la escuela secundaria A.L. Stanback. Su maestra de cuarto grado, Myrtis Bradsher, recuerda haber reconocido el talento de Corbett a una edad temprana, alentando a la madre de Kizzy a registrarla en clases avanzadas. "Siempre pensé que ella haría algo algún día. Marcaba las is y cruzaba las ts. Lo mejor en mis 30 años de enseñanza", dijo Bradsher en una entrevista de 2020 con The Washington Post.
En 2004, Corbett se graduó de Orange High School en Hillsborough, Carolina del Norte. En 2008, Corbett recibió un B.S. en ciencias biológicas y sociología de la Universidad de Maryland, Condado de Baltimore (UMBC), como estudiante en el Programa de Becas Meyerhoff. En 2014, Corbett recibió un doctorado en microbiología e inmunología de la Universidad de Carolina del Norte en Chapel Hill.

## Carrera
Durante la escuela secundaria Corbett decidió seguir una carrera científica; como parte de un programa llamado ProjectSEED, pasó sus vacaciones de verano trabajando en laboratorios de investigación, siendo uno de ellos el grupo de Kenan Labs de la UNC con el químico orgánico James Morken. En 2005, fue pasante de verano en la Universidad de Stony Brook en el laboratorio de Gloria Viboud, donde estudió la patogénesis de Yersinia pseudotuberculosis. De 2006 a 2007, trabajó como técnica de laboratorio en el laboratorio de Susan Dorsey en la Escuela de Enfermería de la Universidad de Maryland.
Después de obtener su B.S., de 2006 a 2009 Corbett fue entrenadora de ciencias biológicas en los Institutos Nacionales de Salud (NIH), donde trabajó junto al Dr. Barney Graham. En los NIH, Corbett trabajó en la patogénesis del virus sincitial respiratorio, así como en un proyecto para el avance de una plataforma innovadora de vacunas.
De 2009 a 2014, Corbett estudió las respuestas de anticuerpos humanos al virus del dengue en niños de Sri Lanka bajo la supervisión de Aravinda de Silva en la Universidad de Carolina del Norte en Chapel Hill. Estudió cómo las personas producen anticuerpos en respuesta al dengue y cómo la genética del dengue afecta la gravedad de una enfermedad. De abril a mayo de 2014, como parte de la investigación para su tesis, Corbett trabajó como investigadora visitante en el Instituto de Investigación Genetech en Colombo, Sri Lanka.
En octubre de 2014, Corbett se convirtió en becaria de investigación, trabajando como inmunóloga viral en los NIH. Su investigación tiene como objetivo descubrir los mecanismos de la patogénesis viral y la inmunidad del hospedero. Corbett se enfoca específicamente en el desarrollo de nuevas vacunas contra coronaviridae. Su investigación inicial consideró el desarrollo de antígenos de vacuna contra el Síndrome Respiratorio Agudo Severo (SARS) y el Síndrome Respiratorio de Oriente Medio (MERS). Durante este tiempo, identificó una forma sencilla de producir proteínas espiga que se estabilizan en una conformación que las hace más inmunogénicas y fabricables, en colaboración con investigadores del Instituto de Investigación Scripps y el Dartmouth College.
En diciembre de 2021, Corbett fue asignada al comité asesor sobre COVID-19 de la ciudad de Boston.

## Desarrollo de la vacuna contra el COVID-19
Al inicio de la pandemia de COVID-19, Corbett comenzó a trabajar en una vacuna para proteger a las personas de la enfermedad por coronavirus. Reconociendo que el virus era similar al coronavirus del SARS, el equipo de Corbett utilizó el conocimiento previo sobre las proteínas óptimas S del coronavirus para combatir el nuevo coronavirus. Las proteínas S forman una “corona” en la superficie de los coronavirus y son cruciales para la participación de los receptores de la célula hospedera y el inicio de la fusión de la membrana en la enfermedad por coronavirus. Esto los convierte en un objetivo ideal para profilaxis y terapias contra el coronavirus. Con base en su investigación anterior, el equipo de Corbett, en colaboración con investigadores de UT Austin, trasplantó mutaciones estabilizadoras de la proteína S del SARS-CoV a la proteína espiga del SARS-CoV-2. Corbett formó parte del equipo de los NIH que ayudó a resolver la estructura por criomicroscopía electrónica (CryoEM) de la proteína espiga del SARS-CoV-2.  Su investigación anterior sugirió que el ARN mensajero (ARNm) que codifica la proteína S podría usarse para estimular la respuesta inmune para producir anticuerpos protectores contra el COVID-19.
Para fabricar y probar la vacuna COVID-19, el equipo de Corbett se asoció con Moderna, una empresa de biotecnología, para entrar rápidamente en estudios con animales. Gracias a esto, la vacuna entró en el ensayo clínico de fase 1 tan solo 66 días después de que la secuencia del virus fuera publicada. El ensayo, en al menos 45 personas, es un estudio de aumento de dosis en forma de dos inyecciones separadas por 28 días. El trabajo de Corbett le brindó la oportunidad de ser parte del equipo de los Institutos Nacionales de Salud que dio la bienvenida a Donald Trump al Centro de Investigación de Vacunas Dale and Betty Bumpers en marzo de 2020.
Corbett ha hecho llamados al público para que sean cautelosos y respetuosos entre sí durante la pandemia de coronavirus, y explicó que lavarse las manos con regularidad y estornudar en el codo puede ayudar a minimizar la propagación del virus.[cita requerida] También ha enfatizado que no se debe estigmatizar a las personas provenientes de áreas donde comenzó el virus. Durante una entrevista, al preguntarle sobre su participación en el desarrollo de la vacuna contra el COVID-19, Corbett dijo: "Vivir en este momento en el que tengo la oportunidad de trabajar en algo que tiene una importancia global inminente ... es solo un momento irreal para mí".

## Divulgación científica
Corbett comparte información científica con regularidad en Twitter y participa en programas para inspirar a los jóvenes de comunidades desatendidas.

## Reconocimientos
- 2002-2004 - American Chemical Society, Proyecto SEED en UNC-Chapel Hill[27][28]

- 2006 - Instituto Nacional de Salud, Beca de Pregrado del NIH[29]

- 2006 - Universidad de Maryland, condado de Baltimore, becaria Meyerhoff[26]

- 2013 - Premio de viaje de la Tercera Red Panamericana de Investigación del Dengue[30]

- 2021 - Elegida por la revista Time en su lista de Time 100 Next List bajo la categoría de Innovadores[8]

## Publicaciones seleccionadas
- Corbett, Kizzmekia Shanta (2014). Characterization of Human Antibody Responses to Dengue Virus Infections in a Sri Lankan Pediatric Cohort. Chapel Hill, NC: University of North Carolina at Chapel Hill Graduate School. doi:10.17615/ajjc-6r57.
- Corbett, Kizzmekia S.; Katzelnick, Leah; Tissera, Hasitha; Amerasinghe, Ananda; de Silva, Aruna Dharshan; de Silva, Aravinda M. (2015). «Pre-existing Neutralizing Antibody Responses Distinguish Clinically Inapparent and Apparent Dengue Virus Infections in a Sri Lankan Pediatric Cohort». The Journal of Infectious Diseases 211 (4): 590-599. PMID 25336728. doi:10.1093/infdis/jiu481.
- Kirchdoerfer, Robert N.; Cottrell, Christopher A.; Wang, Nianshuang; Pallesen, Jesper; Yassine, Hadi M.; Turner, Hannah L.; Corbett, Kizzmekia S.; Graham, Barney S.; McLellan, Jason S.; Ward, Andrew B. (2016). «Pre-fusion structure of a human coronavirus spike protein». Nature (en inglés) 531 (7592): 118-121. ISSN 1476-4687. PMID 26935699. doi:10.1038/nature17200.
- Raut, Rajendra; Corbett, Kizzmekia S.; Tennekoon, Rashika N.; Premawansa, Sunil; Wijewickrama, Ananda; Premawansa, Gayani; Mieczkowski, Piotr; Rückert, Claudia; Ebel, Gregory D.; De Silva, Aruna D.; de Silva, Aravinda M. (2019). «Dengue type 1 viruses circulating in humans are highly infectious and poorly neutralized by human antibodies». Proceedings of the National Academy of Sciences 116 (1): 227-232. PMID 30518559. doi:10.1073/pnas.1812055115.
- Corbett, Kizzmekia S.; Moin, Syed M.; Yassine, Hadi M.; Cagigi, Alberto; Kanekiyo, Masaru; Boyoglu-Barnum, Seyhan; Myers, Sky I.; Tsybovsky, Yaroslav; Wheatley, Adam K.; Schramm, Chaim A.; Gillespie, Rebecca A.; Shi, Wei; Wang, Lingshu; Zhang, Yi; Andrews, Sarah F.; Joyce, M. Gordon; Crank, Michelle C.; Douek, Daniel C.; McDermott, Adrian B.; Mascola, John R.; Graham, Barney S.; Boyington, Jeffrey C.; Subbarao, Kanta (2019). «Design of Nanoparticulate Group 2 Influenza Virus Hemagglutinin Stem Antigens That Activate Unmutated Ancestor B Cell Receptors of Broadly Neutralizing Antibody Lineages». mBio 10 (1). PMID 30808695. doi:10.1128/mBio.02810-18.
- Rosen, Osnat; Chan, Leo Li-Ying; Abiona, Olubukola M.; Gough, Portia; Wang, Lingshu; Shi, Wei; Zhang, Yi; Wang, Nianshuang; Kong, Wing-Pui; McLellan, Jason S.; Graham, Barney S.; Corbett, Kizzmekia S. (2019). «A high-throughput inhibition assay to study MERS-CoV antibody interactions using image cytometry». Journal of Virological Methods 265: 77-83. doi:10.1016/j.jviromet.2018.11.009.
- Wang, Nianshuang; Rosen, Osnat; Wang, Lingshu; Turner, Hannah L.; Stevens, Laura J.; Corbett, Kizzmekia S.; Bowman, Charles A.; Pallesen, Jesper; Shi, Wei; Zhang, Yi; Leung, Kwanyee; Kirchdoerfer, Robert N.; Becker, Michelle M.; Denison, Mark R.; Chappell, James D.; Ward, Andrew B.; Graham, Barney S.; McLellan, Jason S. (2019). «Structural Definition of a Neutralization-Sensitive Epitope on the MERS-CoV S1-NTD». Cell Reports 28 (13): 3395-3405.e6. PMID 31553909. doi:10.1016/j.celrep.2019.08.052.
- Wrapp, Daniel; Wang, Nianshuang; Corbett, Kizzmekia S.; Goldsmith, Jory A.; Hsieh, Ching-Lin; Abiona, Olubukola; Graham, Barney S.; McLellan, Jason S. (2020). «Cryo-EM Structure of the 2019-nCoV Spike in the Prefusion Conformation». Science 367 (6483): 1260-1263. PMID 32075877. doi:10.1126/science.abb2507.
- Boyoglu-Barnum, Seyhan; Hutchinson, Geoffrey B.; Boyington, Jeffrey C.; Moin, Syed M.; Gillespie, Rebecca A.; Tsybovsky, Yaroslav; Stephens, Tyler; Vaile, John R.; Lederhofer, Julia; Corbett, Kizzmekia S.; Fisher, Brian E .; Yassine, Hadi M.; Andrews, Sarah F.; Crank, Michelle C.; McDermott, Adrian B.; Mascola, John R.; Graham, Barney S.; Kanekiyo, Masaru (2020). «Glycan repositioning of influenza hemagglutinin stem facilitates the elicitation of protective cross-group antibody responses». Nature Communications 11 (1). PMID 32034141. doi:10.1038/S41467-020-14579-4.